# From Bauhaus to Our House
From Bauhaus to Our House (traduzido como Da Bauhaus ao nosso caos na versão brasileira) é um livro do escritor e jornalista norte-americano Tom Wolfe. Nele, Wolfe analisa características próprias da arquitetura e do estilo de vida norte-americanos influenciados pela arquitetura moderna e em especial pelo international style (daí a referência à escola de artes alemã Bauhaus no título, a qual é considerada uma das fundadoras do modernismo). Através de linguagem sarcástica e constante ironia, Wolfe faz críticas, ora suaves e ora bastante pesadas, à arquitetura moderna de uma forma geral.